# Genie Francis

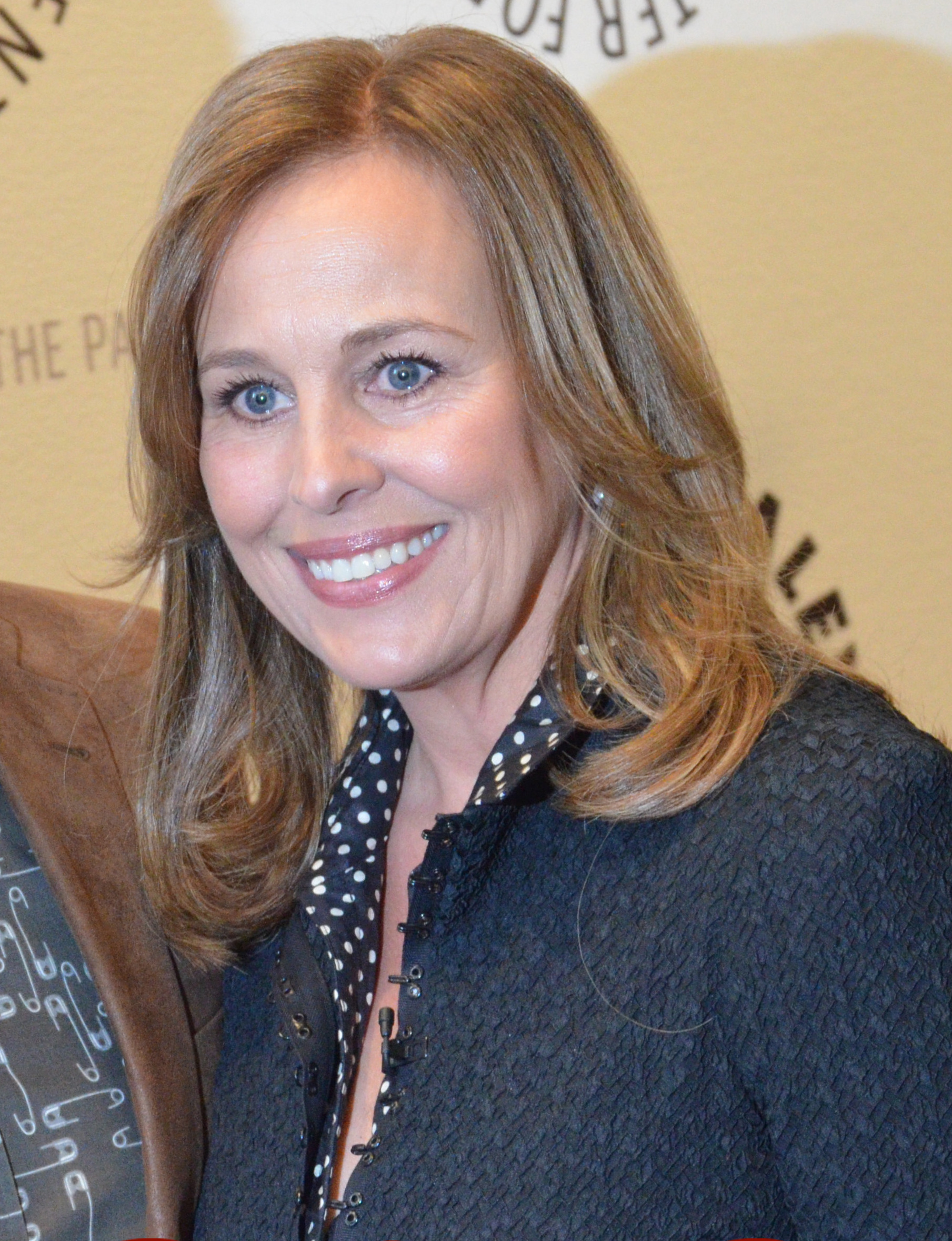
Genie Francis (2013)

Genie Ann Francis (* 26. Mai 1962 in Englewood, New Jersey) ist eine US-amerikanische Schauspielerin.

## Leben
Genie Francis begann ihre Schauspielkarriere als 14-Jährige in der US-amerikanischen Seifenoper General Hospital, in der sie mit mehrjährigen Unterbrechungen von 1977 bis heute zu sehen ist. Es folgte in den 1980er Jahren das Südstaaten-Drama Fackeln im Sturm, in dem sie Orry Mains (Patrick Swayze) kleine Schwester Brett verkörperte. Während der Dreharbeiten zu der Miniserie lernte sie ihren späteren Ehemann Jonathan Frakes kennen. Das Paar ist seit 1988 verheiratet und hat zwei Kinder.
Genie Francis hatte zahlreiche Gastauftritte in verschiedenen Serien wie zum Beispiel Mord ist ihr Hobby und Hotel. Auch auf der Bühne stellte sie ihr Schauspieltalent unter Beweis.
Genie Francis und ihr Mann haben Wohnsitze in Kalifornien und New York.

## Filmografie
- 1976: Eine amerikanische Familie (Family, Fernsehserie, zwei Folgen)
- seit 1977: General Hospital (Fernsehserie, über 500 Folgen)
- 1982: Fantasy Island (Fernsehserie, eine Folge)
- 1982: Parfüm – Magnet der Sinne (Bare Essence, Fernsehserie, 11 Folgen)
- 1984, 1987: Hotel (Fernsehserie, zwei Folgen)
- 1984–1990: Mord ist ihr Hobby (Murder, She Wrote, Fernsehserie, drei Folgen)
- 1985–1986, 1994: Fackeln im Sturm (North and South, Miniserie, 12 Folgen)
- 1985: Glitter (Fernsehserie, eine Folge)
- 1987: Mike Hammer (Mickey Spillane’s Mike Hammer, Fernsehserie, eine Folge)
- 1989: Zeit der Sehnsucht (Days of our Lives, Fernsehserie, eine Folge)
- 1990–1992: All My Children (Fernsehserie, 12 Folgen)
- 1991: Loving (Fernsehserie)
- 1993: Perry Mason und der Kuß des Todes (Perry Mason: The Case of the Killer Kiss, Fernsehfilm)
- 1994: Roseanne (Fernsehserie, eine Folge)
- 1994: Luke and Laura, Vol. 1: Lovers on the Run
- 1994: Ferien total verrückt (Camp Nowhere)
- 1995: Luke and Laura Vol. 2: Greatest Love of All
- 1995: Drohung aus dem Dunkeln (Terror in the Shadows, Fernsehfilm)
- 1995: Superman – Die Abenteuer von Lois & Clark (Lois & Clark: The New Adventures of Superman, Fernsehserie, eine Folge)
- 1996: The Incredible Hulk (Fernsehserie, sechs Folgen, Stimme)
- 2000: Hinterm Mond gleich links (3rd Rock from the Sun, Fernsehserie, eine Folge)
- 2000: Oh Baby (Fernsehserie, eine Folge)
- 2000: Roswell (Fernsehserie, eine Folge)
- 2004: Klassenhund: Der Film (Teacher’s Pet, Stimme)
- 2004: Thunderbirds
- 2007: The Note (Fernsehfilm)
- 2009: Taking a Chance on Love (Fernsehfilm)
- 2011: Bar Karma (Fernsehserie, eine Folge)
- 2011–2012: Pretty the Series (Fernsehserie, fünf Folgen)
- 2011–2012: Schatten der Leidenschaft (The Young and the Restless, Fernsehserie, 118 Folgen)
- 2012: Die Herzheilerin (Notes from the Heart Healer, Fernsehfilm)
- 2020: Quarantine (Fernsehserie, eine Folge)